# Bernadette Olowo
Bernadette Olowo, sau Olowo-Freers (sinh c. 1948) là một cựu nhà ngoại giao Uganda.
Olowo là cựu sinh viên của Trinity College Nabbingo và từng phục vụ với tư cách là đại sứ của Uganda tại Đức. Cô được mệnh danh là đại sứ của Uganda tại Thành phố Vatican năm 1975, trở thành người phụ nữ đầu tiên sau hơn 900 năm được Vatican chấp nhận làm nhà ngoại giao. Vào những năm 1990, cô bắt đầu làm việc với UNICEF và UNAIDS về các dự án chống lại AIDS ở miền nam và miền đông châu Phi.